# Парис из Теано

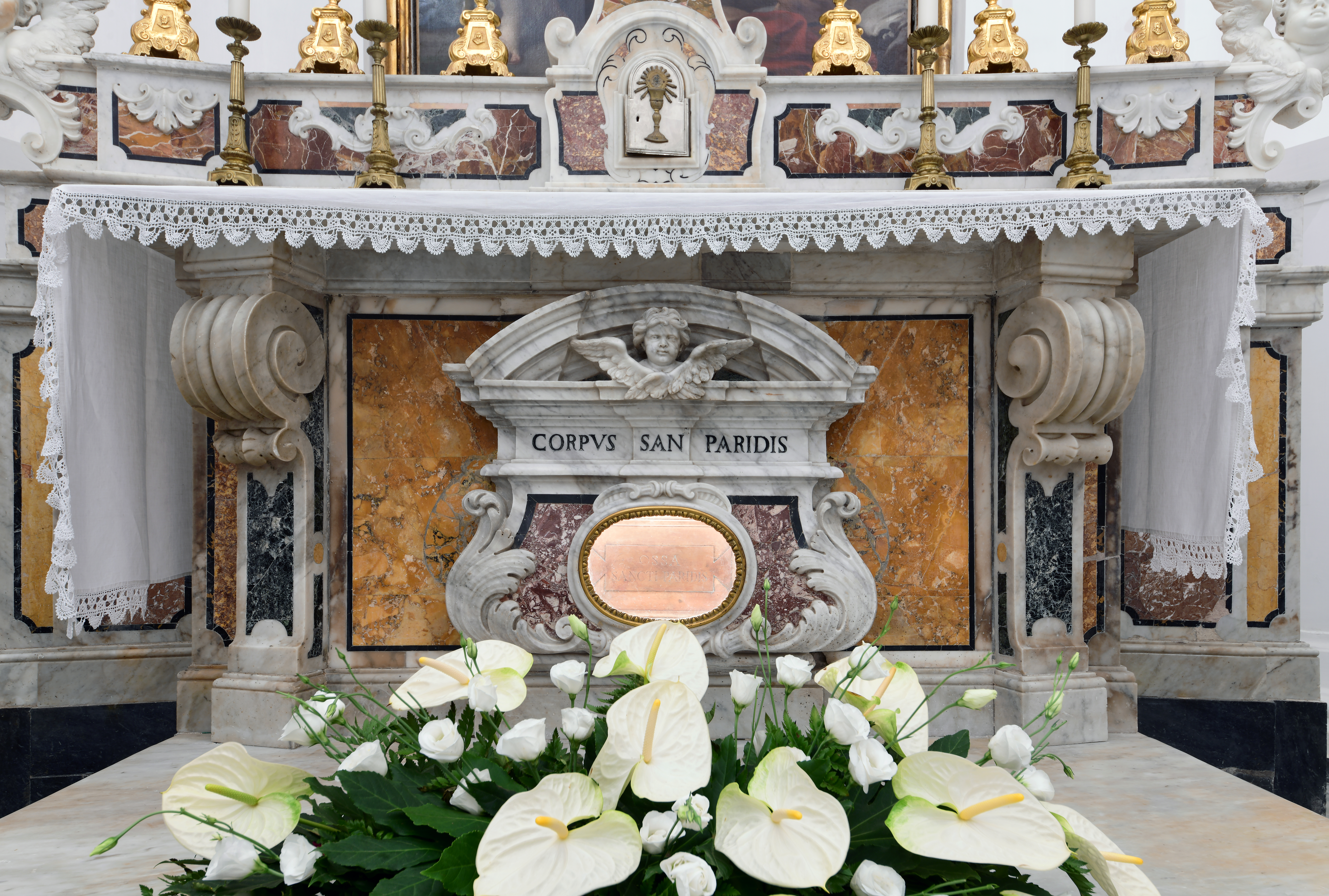
The tomb

Пари́с  (итал. San Paride di Teano, англ. Paris of Teano; умер в 346) — святой, епископ Теано. День памяти — 5 августа.
Святой Парис (или Париде) был поставлен епископом Теано папой Римским Сильвестром I. О его житии имеется несколько преданий, из которых определённым является факт его епископства в Теано. После него епископом стал святой Амасий.
Имеется предание, согласно которому святой Парис был греком по происхождению, а также апостолом и первым епископом Теано. Среди его чудес упоминают убийство дракона на источнике. Рядом с тем местом был воздвигнут городской собор, который стали именовать собором Святого Париде на источнике (San Paride ad Fontem). Имя святого было включено в Римский мартиролог:
A Teano in Campania, san Paride, vescovo, che si ritiene abbia retto per primo questa sede.
Martirologio Romano

## Ссылка
- Santiebeati.it: San Paride